# Sam Fisher
Samuel Leo Fisher, också känd som Sam Fisher, är en rollfigur i Splinter Cell-serien som består av 6 böcker och 6 spel.

## Bakgrund
Sam är en agent från National Security Agency. Han utför uppdragen i det tysta, och arbetar nästan alltid helt ensam, förutom den radiokontakt han får från sina kollegor, (mest noterbar Irving Lambert) på NSA. När Sam går ut på uppdrag är han ofta högteknologiskt utrustad, med till exempel fiktiva versioner av automatkarbinen FN F2000 och pistolen FN Five-seven samt utrustning som både ger mörker- och värmeseende (och även elektromagnetiskt seende senare i spelserien).
Sam har även en dotter, Sarah Fisher, samt en fru, Megan, som dog tidigare. Sams röst i spelen gjordes fram till 2013 av Michael Ironside och senare av Eric Johnson.

## Medverkande

### Spel
- Tom Clancy's Splinter Cell (2002)
- Tom Clancy's Splinter Cell: Pandora Tomorrow (2004)
- Tom Clancy's Splinter Cell: Chaos Theory (2005)
- Tom Clancy's Splinter Cell: Double Agent (2006)
- Tom Clancy's Splinter Cell: Conviction (2009)
- Tom Clancy's Splinter Cell: Blacklist (2013)

### Romaner
- Tom Clancy's Splinter Cell (2004) av David Michaels
- Tom Clancy's Splinter Cell: Operation Barracuda (2005) av David Michaels
- Tom Clancy's Splinter Cell: Checkmate (2006) av David Michaels
- Tom Clancy's Splinter Cell: Fallout (2007) av David Michaels
- Tom Clancy's Splinter Cell: Conviction (2009) av David Michaels
- Tom Clancy's Splinter Cell: Endgame (2009) av David Michaels

## I andra medier

### Animation
- Sam Fischer medverkar i Netflix kommande anime-serie Splinter Cell: Deathwatch med engelsk röst av Liev Schreiber.[1]

### Nedlagd film
- 2012 utanonserades att filmatisering av spelserien var planerad där Tom Hardy var tänkt att spela Sam Fisher.[2] 15 november 2024 kom beskedet att planerna för en långfilm hade skrotats.[3]